# Osieczek (gromada)
Osieczek – dawna gromada, czyli najmniejsza jednostka podziału terytorialnego Polskiej Rzeczypospolitej Ludowej w latach 1954–1972.
Gromady, z gromadzkimi radami narodowymi (GRN) jako organami władzy najniższego stopnia na wsi, funkcjonowały od reformy reorganizującej administrację wiejską przeprowadzonej jesienią 1954 do momentu ich zniesienia z dniem 1 stycznia 1973, tym samym wypierając organizację gminną w latach 1954–1972.
Gromadę Osieczek z siedzibą GRN w Osieczku utworzono – jako jedną z 8759 gromad na obszarze Polski – w powiecie wąbrzeskim w woj. bydgoskim, na mocy uchwały nr 24/16 WRN w Bydgoszczy z dnia 5 października 1954. W skład jednostki wszedł obszar dotychczasowej gromady Osieczek ze zniesionej gminy Dębowa Łąka w tymże powiecie. Dla gromady ustalono 23 członków gromadzkiej rady narodowej.
Gromadę zniesiono 31 grudnia 1959, a jej obszar włączono do gromady Dębowa Łąka w tymże powiecie.